# World Games/Badminton
Badminton wurde bei den World Games nur im Jahr 1981 gespielt. Es wurden dabei fünf Disziplinen ausgetragen. China gewann bei dieser Veranstaltung vier der fünf Titel.

## Die Sieger
| Saison | Herreneinzel  | Dameneinzel  | Herrendoppel         | Damendoppel           | Mixed                          |
| ------ | ------------- | ------------ | -------------------- | --------------------- | ------------------------------ |
| 1981   | Chen Changjie | Zhang Ailing | Yao Ximing Sun Zhian | Zhang Ailing Lin Ying | Thomas Kihlström Gillian Gilks |